# Adam Gottlob Casparini
Adam Gottlob Casparini (* 15. April 1715 in Breslau; † 13. Mai 1788 in Königsberg) war ein deutscher Orgelbauer.

## Leben
Adam Gottlob Casparini wurde 1715 als Sohn des Orgelbauers Adam Horatio Casparini (1676–1745) und damit Enkel des berühmtesten Orgelbauers der Familie, Eugenio Casparini (1623–1706) geboren. Seine Lehrzeit verbrachte er in der väterlichen Werkstatt, ab 1735 begab er sich auf Wanderschaft. Er war zunächst von 1735 bis Pfingsten 1737 als Geselle bei Tobias Heinrich Gottfried Trost in Altenburg in Thüringen tätig. Dieser baute in jener Zeit (1735–1739) die Orgel der Schlosskirche daselbst. Nach seiner Kündigung bei Trost, mit dem er sich über das Gelingen der Altenburger Orgel überworfen hatte, reparierte er die von Johann Christoph Oehme im Jahre 1705 errichtete Orgel der Stadtkirche zu Lucka. 1737 kehrte er in die Werkstatt seines Vaters zurück. Seine Mitwirkung an der Errichtung der Orgel der Kirche St. Adalbert zu Breslau und der Dominikanerkirche zu Glogau ist belegt.
Nach dem Tod seines Vetters Georg Sigismund Caspari am 4. April 1741, der vier minderjährige Kinder hinterließ, reiste er sogleich nach Königsberg, wo er im Juni 1741 ankam. Dort übernahm er die Werkstatt 
und stellte sich im August persönlich bei der Kriegs- und Domänenkammer vor. Mit Datum vom 11. November 1741 verfasste er sein Gesuch um die Privilegierung als „Königlich Preußischer Hoforgelbauer“. Die entsprechende Urkunde hierüber konnte er am 22. Februar 1742 in Empfang nehmen, nachdem er eine Spende in Höhe von 60 Rthlr. an die Rekrutenkasse geleistet und weitere 17 Rthlr., 21 Gl. zur Begleichung der Stempel- und Siegelgebühren entrichtet hatte.
Nachdem er sich in Königsberg etabliert und ein Haus auf dem Steindamm gekauft hatte, heiratete er ca. 1746 Elisabeth Horining. Die Tochter eines Advokaten gebar einen Sohn und eine Tochter; sie starb ca. 1752 bei der Geburt ihres dritten Kindes. Nach einigen Jahren vermählte sich Casparini mit der aus Königsberg stammenden Anna Barbara Seidenhefter, mit der er zusammen drei weitere Töchter hatte. 
Er starb am 17. Mai 1788 ohne vorausgehende Krankheit, denn in einer Fußnote zu seiner gedruckten Leichenpredigt heißt es: „Der Wolselige klagte sich nur Tags zuvor, und seyne Kranckheyt, welche eine hefftige Art des Brustkrampfes war, hat nicht viel über 24 Stunden gewähret.“

## Werke
Casparini übernahm die Werkstatt Georg Sigismund Casparis samt vorgefundenem geringem und weitgehend verbrauchtem Inventar. Die Verhältnisse müssen geradezu ärmlich gewesen sein, denn Caspari konnte zuletzt wohl seinem Gesellen Johann Heinrich Westhoff noch nicht einmal seinen Wochenlohn auszahlen und musste für seine letzte Orgel in Marggrabowa gebrauchte Pfeifen aus dem Bestand seiner Werkstatt verwenden. Trotzdem schaffte es Casparini, binnen kürzester Zeit durch den praktischen Nachweis seiner Fähigkeiten einen Ruf aufzubauen, der es ihm ermöglichte, in den über 40 Jahren seiner Tätigkeit von Königsberg aus 45 neue Orgeln zu bauen. Die Orgel in der Heilig-Geist-Kirche in Wilna ist die einzige vollständig erhaltene aus seinem reichen Opus. Teile seiner Orgeln finden sich heute noch in Mühlhausen (Kr. Preußisch Holland), Leunenburg und Barten. In Klein Jerutten hat sich ein ausgeplünderter Prospekt erhalten.
Seine bekanntesten Schüler waren Johann Preuß (1722–1798), der nach Abschluss der Lehre zum Konkurrenten wurde sowie Christoph Wilhelm Braweleit (1751–1795), der sein Nachfolger in Königsberg wurde.

## Werkliste
Aufgeführt sind alle 44 bekannten Orgelneubauten, Zuschreibungen und Angebote, sowie, 24 Umbauten und Reparaturen mit nicht ausgeführten Angeboten.
In der fünften Spalte bezeichnet die römische Zahl die Anzahl der Manuale, ein großes „P“ ein selbstständiges Pedal, ein kleines „p“ ein nur angehängtes Pedal. Die arabische Zahl in der vorletzten Spalte bezeichnet die Anzahl der klingenden Register. Fett formatierte Ortsnamen zeigen an, dass hier entweder Teile der Orgel oder das gesamte Instrument bis heute erhalten sind. Sind zwei Jahreszahlen genannt, gibt die erste meist das Jahr des Kostenvoranschlags bzw. des Vertragsschlusses an, die zweite in der Regel die Fertigstellung bzw. Abnahme des Instruments. Die Sortierung der Orgeln erfolgt dabei nach dem Jahr der Fertigstellung, da die Orgel ab diesem Zeitpunkt genutzt werden konnte.
Die Liste der Neubauten, Umbauten und Reparaturen folgt vor allem der Übersicht in Geschichte der Orgelbaukunst in Ost- und Westpreußen. Aus den dort verfügbaren Einzeldarstellungen wurden auch die Erläuterungen in der Spalte „Bemerkungen“ zusammengestellt.

### Neubauten
| Jahr      | Ort                                               | Gebäude                                                            | Bild | Manuale              | Register                                          | Bemerkungen |
| --------- | ------------------------------------------------- | ------------------------------------------------------------------ | ---- | -------------------- | ------------------------------------------------- | --- |
| 1735–1737 | Altenburg, Sachsen-Gotha                          | Schlosskirche                                                      |      | II/P                 | 36                                                | Mitwirkung am Neubau von Tobias Heinrich Gottfried Trost, Orgel zum großen Teil erhalten, 1974–1976 restauriert |
| 1737      | Breslau, Schlesien                                | St. Adalbert                                                       |      | II/P                 | 22                                                | Mitarbeit beim Neubau des Vaters Adam Horatio Casparini, nicht erhalten; auch in Glogau, Dominikanerkirche mitgewirkt |
| 1741/1742 | Königsberg i. Pr.                                 | St. Georgen-Hospital                                               |      | I                    |                                                   | Es handelte sich um ein Orgelpositiv, das durch ein Schreiben aus dem Jahr 1746 bezeugt ist. Nähere Informationen sind nicht bekannt, was sich auch auf den Verbleib des Instruments bezieht. |
| 1741/1744 | Mühlhausen (Kr. Preußisch Holland), heute Młynary | Ev. Kirche, heute katholische Kirche                               |      | I/P                  | 21                                                | Der Vertrag vom 2. Oktober 1741 ist überliefert, ebenso eine Reihe von Informationen rund um den Bau und die Finanzierung der Orgel. Sie gilt als Casparinis „Probstück für Ostpreußen“, obwohl sich der Bau aufgrund finanzieller Probleme der Gemeinde bis 1744 verzögerte und die Abnahme erst mit Gutachten vom 28. Juli 1745 erfolgte. 1924 erhielt die Orgel ein elektrisches Gebläse, 1927 ersetzte der Orgelbauer Werner Renkewitz die im Ersten Weltkrieg abgelieferten Prospektpfeifen durch solche aus Zink, die Orgelbaufirma Wittek aus Elbing führte eine Reinigung und Stimmung durch. Zum Ende des Zweiten Weltkriegs wurden fast sämtliche Metallpfeifen geraubt, die Holzpfeifen blieben größtenteils erhalten. 1971 erfolgte eine Bestandsaufnahme und eine teilweise Wiederherstellung, jedoch nicht nach historischen Gesichtspunkten. |
| 1744      | Grodno, heute Hrodna, Belarus                     | Jesuitenkirche, heute Franz-Xaver-Kathedrale                       |      |                      |                                                   | unsichere Zuschreibung: ein Orgelbauer aus Königsberg; erhalten |
| 1745      | Leunenburg, heute Sątoczno                        | Ev. Pfarrkirche, heute katholische Christ-Königs-Kirche            |      | I                    | 11                                                | Casparini verwendete bei dieser Orgel ein vorhandenes Gehäuse, sie hatte ursprünglich nur ein Manual. Ein eigenständiges Pedal mit 6 Registern wurde erst 1770 durch Johann Preuß hinzugefügt. 1855 wurde die Orgel bei einem Blitzeinschlag in die Kirche beschädigt, es folgte eine Reparatur. Eine neue Orgel mit II/P,23 baute der Orgelbauer Max Terletzki im Jahr 1886 in das historische Gehäuse. Dessen Werk ist mit dem historischen Prospekt von Casparini erhalten. |
| 1744/1747 | Königsberg i. Pr.                                 | Altroßgärter Kirche                                                |      | II/P                 | 27                                                | Der Vertrag vom 17. April 1744 ist überliefert. Die Abnahme erfolgte am 10. März 1747 durch Gottfried Podbielski, den Organisten der Kirche. 1786 erfolgte eine Instandsetzung durch den Erbauer. 1897 baute Max Terletzki eine neue Orgel in das historische Gehäuse, nun mit drei Manualen und Pedal. 1913 baute die Firma Wilhelm Sauer wiederum ein neues Instrument in das Gehäuse Casparinis. Werk und Gehäuse wurden 1944/1945 durch die Kampfhandlungen zerstört. |
| 1748/1749 | Soldau                                            | Ev. Kirche                                                         |      | II/P                 | 25                                                | In die nach einem Brand von 1734 in den Jahren 1738–1740 wieder aufgebaute Kirche baute Casparini 1748/1749 eine neue Orgel. Der Vertrag war bereits vor dem erwähnten Brand im Jahr 1722 von Johann Josua Mosengel aufgesetzt worden und kam aufgrund verschiedener Unstimmigkeiten zu dessen Lebzeiten nicht mehr zur Ausführung. So ging der Vertrag auf seinen Nachfolger Georg Sigismund Caspari über, der 1741 verstarb. Dessen ehemaliger Geselle Gerhard Arend Zelle erbot sich dann nach dem Wiederaufbau der Kirche um 1740 herum, die Orgel nach dem alten Vertrag von 1722 zu errichten. Da jedoch Casparini im Jahr 1742 als Hoforgelbauer privilegiert wurde, ordnete die Regierung nun an, dass dieser an Zelles Stelle den Orgelbau ausführen solle. Aufgrund dieser langjährigen Historie des Orgelbaus erklärt sich, dass die Mosengel-Disposition von 1722 noch ein Rückpositiv vorsah, was mittlerweile aus der Mode gekommen war. Ob die Orgel tatsächlich wie in dem überlieferten Entwurf von 1722 und insbesondere mit einem Rückpositiv errichtet wurde, kann nicht mehr ermittelt werden, da die Orgel 1794 verbrannte und weitere Zeugnisse nicht überliefert sind. |
| 1749/50   | Barten, heute Barciany                            | Ev. Kirche, heute katholische Kirche vom unbefleckten Herzen Mariä |      | I                    | 12                                                | Die Orgel wurde ohne Pedal erbaut, ein solches wurde erst 1861 mit vier Registern durch den Orgelbauer Johann Rohn aus Wormditt hinzugefügt. Zuvor hatte der Orgelbauer Johann Scherweit die Orgel im Jahr 1820 umfangreich restauriert. 1934 war das Instrument unspielbar, jedoch bis auf die im Ersten Weltkrieg abgegebenen Prospektpfeifen weitgehend erhalten, so dass die Firma Emanuel Kemper in diesem Jahr eine Instandsetzung des Werks mit Ergänzung der Prospektpfeifen vornahm. Die dabei ausgetauschte originale Klaviatur wurde aufbewahrt und konnte so im Jahr 2003 zur Rekonstruktion der Casparini-Orgel in Vilnius herangezogen werden. Die Orgel ist erhalten. |
| 1749/1750 | Abschwangen                                       | Ev. Kirche                                                         |      | I                    | 10                                                | Der Vertrag vom 15. März 1749 ist überliefert, die Übergabe der Orgel erfolgte 1750. Sie wurde 1787 durch Johann Preuß (Orgelbauer) repariert. Bruno Goebel errichtete 1913 als sein Opus 311 einen Neubau mit 12 Registern auf zwei Manualen und Pedal unter Verwendung pneumatischer Trakturen, wobei er das Casparini-Gehäuse weiter verwendete. Auf Panoramio verfügbare Fotos der Kirche aus dem Jahr 2009 zeigen die Kirche zwar erhalten, jedoch in desolatem und baufälligem Zustand bzw. mit eingestürztem – offensichtlich abgebranntem – Dachstuhl. Von der Orgel ist nichts mehr erkennbar. |
| um 1750   | Haffstrom                                         | Ev. Kirche                                                         |      | I/P                  | 7                                                 | Die Orgel wurde um 1750 für die Kirche in Haffstrom erbaut und im Jahr 1851 nach Scharnau versetzt. Offensichtlich wurde bei dieser Maßnahme ein Pedal mit 2 Registern hinzugefügt. Die Orgel wurde 1912 umgebaut. Weitere Nachrichten sind nicht verfügbar, die Orgel ist nicht erhalten. |
| 1751      | Pillau                                            | Kirche Alt Pillau (Pillau II)                                      |      | I                    | 8                                                 | Der Vertrag vom 24. Juli 1750 ist überliefert, außerdem waren Zuschreibung und Baujahr durch die überlieferte Inschrift auf der größten Prospektpfeife gesichert, demnach wurde das Werk „verfertigt den 4. October 1751“. Die Orgel hatte 8 Register auf einem Manual, ein Pedal gab es nicht. 1901 musste das Orgelwerk einem Neubau von Carl Novak weichen, der mit II/P/12 und pneumatischen Trakturen in das alte Gehäuse eingebaut wurde. |
| 1751      | Kumilsko                                          | Ev. Kirche                                                         |      |                      |                                                   | Zuschreibung aufgrund einer „Inventarisationsliste des Etat-Ministeriums“ aus dem Jahr 1785. Einzelheiten über das Instrument sind nicht bekannt, 1849 verbrannte es. |
| 1744/1752 | Königsberg i. Pr.                                 | Tragheimer Kirche                                                  |      | II/P                 | 30                                                | Der Vertrag aus dem Jahr 1744 ist überliefert. Allerdings wurde die Orgel erst im Jahr 1752 fertig gestellt. Von den 30 klingenden Registern erklangen 13 im Hauptmanual, 9 im Oberwerk und 8 im Pedal. In dieser Orgel baute Casparini zum ersten Mal das Register Jula 8′. Bereits 1783 wurde die Orgel durch einen Kirchenbrand ein Raub der Flammen. |
| 1752      | Jerutten                                          | Ev. Kirche                                                         |      |                      |                                                   | Über den Bau der Casparini-Orgel liegen keinerlei Archivalien vor, lediglich dass sie 1782/1783 eine neue farbliche Fassung erhielt ist überliefert. Im Jahr 1858 baute der Orgelbauer Ferdinand Scherweit die Orgel um und erweiterte sie. 1911 reparierte Carl Novak das Werk noch einmal, bevor Bruno Goebel eine neue Orgel mit II/P/14 in das Casparini-Gehäuse baute. Eine Ausplünderung des Werkes nach dem Zweiten Weltkrieg führte dazu, dass heute neben dem historischen Gehäuse nur noch einige Holzpfeifen vorhanden sind. |
| 1753      | Mierunsken                                        | Ev. Kirche                                                         |      |                      |                                                   | Zuschreibung aufgrund einer „Inventarisationsliste des Etat-Ministeriums“ aus dem Jahr 1785. Einzelheiten über das Instrument sind nicht bekannt, 1945 wurde es mitsamt der Kirche – von der nur noch eine Ruine erhalten ist – zerstört. |
| 1752/1754 | Königsberg i. Pr.                                 | Haberberger Trinitatis-Kirche                                      |      | wahrscheinlich III/P | 48                                                | Die Disposition dieser Orgel – die Casparinis zweitgrößtes Instrument war – ist nicht überliefert. 1902 wurde durch Wilhelm Sauer eine neue Orgel mit III/P/50 in das historische Gehäuse eingebaut, das dazu deutlich erweitert werden musste. Die Orgel erhielt dabei auch einen neuen Spieltisch zentral vor dem Werk. Das verlinkte Bild zeigt den Zustand im Jahr 1929, also nach dem Neubau durch Sauer. Orgel und Kirche wurden 1945 zerstört. |
| 1752/1755 | Gumbinnen                                         | Altstädtische Kirche                                               |      | I/P                  | 16                                                | Der Vertrag vom 1. Mai 1752 ist überliefert. Im November 1755 wurde die Orgel fertig, Kantor G. Schulz aus Insterburg nahm sie nach viertägiger Prüfung ab. 1898 errichtete Wilhelm Sauer eine neue Orgel in dem vorhandenen Gehäuse. Beides wurde jedoch 1945 im Rahmen der Kampfhandlungen zerstört. |
| 1755      | Königsberg i. Pr.-Neuendorf                       | Ev. Kirche                                                         |      | I                    | 6                                                 | Es handelte sich um ein Orgelpositiv, das 1850 von Ferdinand Scherweit von seinem ursprünglichen Platz auf der Empore an eine Seite der Kirche versetzt wurde. Dabei erhielt das Werk eine neue Spieleinrichtung und Mechanik. Die Disposition ist aus einer Aufzeichnung aus dem Jahr 1894 überliefert. 1925 wurde in die Kirche eine neue Orgel eingebaut, daher konnte das Orgelpositiv – allerdings unspielbar – in der alten Aula des Musikwissenschaftlichen Instituts der Königsberger Universität aufgestellt werden. Dort war es 1942 noch vorhanden, wurde aber höchstwahrscheinlich 1944/1945 zerstört. |
| um 1755   | Buddern                                           | Ev. Kirche                                                         |      | I                    |                                                   | Zuschreibung aufgrund einer „Inventarisationsliste des Etat-Ministeriums“ aus dem Jahr 1785. Einzelheiten über das Instrument sind nicht bekannt, jedoch wird es in der genannten Liste als „jetzo unbrauchbar“ bezeichnet. 1799 baute George Adam Neppert aus Insterburg eine neue Orgel für die Kirche. |
| 1756      | Zinten                                            | Ev. Kirche                                                         |      | I/P                  | 18                                                | Kostenvoranschlag von Casparini aus dem Jahr 1747, Weiterleitung an das Etatministerium zur Genehmigung im Jahr 1749, aufgrund Finanzierungsschwierigkeiten Auftragserteilung erst im Jahr 1751. Die Einweihung der Orgel, die 700 Rthlr. kostete, erfolgte am 7. Sonntag nach Trinitatis des Jahres 1756. In den Jahren 1788, 1817 und 1846 wurde die Orgel repariert. Im Jahr 1902 baute der Orgelbauer Paul Voelkner aus Bromberg eine neue Orgel ein, wobei er den Casparini-Prospekt in veränderter Form wieder verwendete. Im Jahre 1945 wurde die Orgel mit der Kirche zerstört, Heute steht nur ein Mauerfragment des Kirchturms. |
| 1753/1757 | Joneykischken, seit 1770 Neukirch                 | Ev. Kirche                                                         |      | I                    | 13                                                | Der Kostenvoranschlag vom 11. Juli 1753 und der mit gleichem Wortlaut exakt ein Jahr später unterschriebene Vertrag über eine Orgel mit 12 Registern sind überliefert. Die Regierung versuchte, einen um zwei Register reduzierten Entwurf durchzusetzen, jedoch konnte von der Gemeinde die größere Variante umgesetzt werden. Die Aufstellung dauerte bis Ende 1756, die Fertigstellung wurde mit einem Dokument vom 21. Januar 1757 erklärt. Ein Register hatte Casparini über den Vertrag hinaus gefertigt. Die Orgelprobe nahm am 9. März 1757 der Tilsiter Kantor J. H. Härtel ohne Beanstandung vor. 1839 erweiterte der Orgelbauer Eduard Kaul aus Königsberg i. Pr. die Orgel um ein Pedal mit drei Registern. 1934 baute Eduard Wittek die mechanische Schleiflade auf eine pneumatische Betätigung um. Die Kirche blieb 1945 unzerstört, heute ist jedoch nur noch eine Ruine erhalten. Die Orgel ist wahrscheinlich zerstört oder verloren, über den Verbleib ist nichts bekannt. |
| 1754/1760 | Gumbinnen                                         | Reformierte Kirche, auch Neustädtische Kirche genannt              |      | I/P                  | 20                                                | Der Vertrag vom 16. Juli 1754 ist überliefert. Die Abnahme der Orgel war für nach Michaelis 1755 vorgesehen, verzögerte sich jedoch einerseits aufgrund einer Überlastung Casparinis, andererseits aufgrund der kriegerischen Ereignisse rund um den Siebenjährigen Krieg, in dem Gumbinnen am 13. Januar 1757 von den Russen besetzt wurde. Die Fertigstellung erfolgte – nach Mahnung der Gemeinde im August 1760 – noch im Herbst desselben Jahres. 1903 baute Bruno Goebel eine neue Orgel in das historische Gehäuse von Casparini. Beides – Orgel und Gehäuse – wurde 1944 zerstört. |
| 1760      | Lamgarben                                         | Ev. Kirche                                                         |      |                      |                                                   | Zuschreibung aufgrund einer „Inventarisationsliste des Etat-Ministeriums“ aus dem Jahr 1785. Einzelheiten über das Instrument sind nicht bekannt. |
| 1760      | Tollmingkehmen                                    | Ev. Kirche                                                         |      |                      |                                                   | Ein Aktenfund aus dem Jahr 2008 konkretisiert diesen Orgelneubau. Einzelheiten über das Instrument sind nicht bekannt. |
| 1752/1763 | Königsberg i. Pr.                                 | Altstädtische Kirche St. Nikolaus (Königsberg)                     |      | III/P                | 65                                                | Der Vertrag ist nicht überliefert, daher die Disposition dieser größten Orgel aus Casparinis Werkstatt auch nicht bekannt. Überliefert ist nur, dass von den 65 Registern 22 Lingualregister waren. 1771 fand eine Reparatur durch den Erbauer statt. Als die Kirche 1824 geschlossen und anschließend abgerissen wurde, wurde die Orgel in den Neubau, die Neue Altstädtische Kirche übernommen und dort durch Johann Scherweit aufgestellt. 1895 folgte ein Neubau durch Max Terletzki mit III/P/52, der auch ein neues Gehäuse fertigte und nur wenige Teile Casparinis in seinen Neubau integrierte. Wenige Einzelteile des Casparini-Gehäuses, insbesondere 8 Figuren (darunter zwei Paukenengel mit beweglichen Armen) sowie Teile des Rahmens mit Füllungen, wurden in das Königsberger Kunstgewerbemuseum überführt und dürften dort im Rahmen der Kriegshandlungen 1944/1945 untergegangen sein. |
| 1756/1763 | Szirgupönen                                       | Ev. Kirche                                                         |      |                      |                                                   | Zuschreibung aufgrund eines Briefs Casparinis vom 5. Juli 1756, in dem er einen für das folgende Jahr geplanten Neubau in dieser Kirche erwähnt. Demnach kann davon ausgegangen werden, dass ein entsprechender Vertrag zu dieser Zeit bereits geschlossen worden war. In einer „Inventarisationsliste des Etat-Ministeriums“ aus dem Jahr 1785 ist der Hinweis zu entnehmen, dass die Orgel 1763 fertig gestellt und „um 1785 durch Blitzschlag ruiniert wurde“. Einzelheiten über das Instrument sind nicht bekannt. |
| 1763/1764 | Neukirch b. Frauenburg                            | Ev. Kirche                                                         |      |                      |                                                   | Zuschreibung aufgrund einer „Inventarisationsliste des Etat-Ministeriums“ aus dem Jahr 1785. Einzelheiten über das Instrument sind nicht bekannt. |
| 1760/1765 | Bischtheim                                        | Ev. Kirche                                                         |      |                      |                                                   | In einem Schreiben vom 18. Oktober 1765 erwähnt Casparini selbst diese Orgel: „... den was Ewer Hochwohl Ehrwürden von einer ausländischen Arbeit in Bischtheim erwähnen daß ich selbige gefördert und die inländische verabsäumen diente hierauf daß ich selbigen contract 1760 den 3. May geschloßen da zur selbigen Zeit in Preußen niemand an Orgeln dachte...“. Der Vertrag wurde also am 3. Mai 1760 geschlossen. Über die Orgel liegen keine weiteren Informationen vor. |
| 1760/1765 | Rößel                                             | Kath. Pfarrkirche                                                  |      | wahrscheinlich II/P  | ca. 30                                            | Der Vertrag ist nicht überliefert. Allerdings ist bekannt, dass Casparini über den Zeitraum von 1761 bis 1766 insgesamt einen Betrag von 5.271,21 M. und der beteiligte Bildhauer Bernhard Schmidt weitere 675 M. für den „prächtigen Prospekt“ erhielten. Daraus leiten Renkewitz/Janca/Fischer eine mögliche Orgelgröße von zwei Manualen und Pedal mit etwa 30 Registern ab. Den weiteren Angaben dort zufolge ist das Datum der Fertigstellung der Orgel auf den 1. Oktober 1765 anzusetzen. Die Orgel brannte zusammen mit der Kirche beim großen Stadtbrand am 27. und 28. Mai 1806 ab. |
| 1765      | Kallningken                                       | Ev. Kirche                                                         |      | I                    | 7                                                 | Es handelte sich um ein Orgelpositiv. Zuschreibung aufgrund einer „Inventarisationsliste des Etat-Ministeriums“ aus dem Jahr 1785. Das Instrument wurde 1898 durch einen Neubau eines nicht feststellbaren Orgelbauers ersetzt. |
| 1756/1766 | Sensburg                                          | Ev. Kirche                                                         |      | I                    | 8                                                 | Der Vertrag vom 26. Oktober 1756 ist überliefert. Die Fertigstellung wurde jedoch durch den Siebenjährigen Krieg (1756–1763) und finanzielle Schwierigkeiten stark verzögert, die Orgel wurde erst 1766 aufgestellt. 1836 führte Johann Scherweit eine größere Reparatur durch, bevor ein nicht genannter Orgelbauer im Casprini-Gehäuse eine neue Orgel einrichtete. Dies geschah im Jahr 1877, das neue Instrument hatte zwei Manuale und 14 Register. |
| 1767      | Dollstädt                                         | Ev. Kirche                                                         |      |                      |                                                   | Zuschreibung aufgrund einer „Inventarisationsliste des Etat-Ministeriums“ aus dem Jahr 1785. Über die Orgel liegen keine weiteren Informationen vor. |
| 1763/1768 | Germau                                            | Ev. Kirche                                                         |      | I/P                  | 16                                                | Der Vertrag vom 30. November 1763 ist überliefert, er nennt 14 Register. Casparini baute zwei Zungenregister über den Vertrag hinaus. In einem ausführlichen Schreiben vom 18. Oktober 1765 nennt Casparini die Gründe, warum er die Orgel – deren Fertigstellung bis Sommer dieses Jahres vereinbart war – noch nicht hatte liefern können. Der Aufbau begann erst im Mai 1767. Am 13. Oktober 1767 wurde die Orgel fertiggestellt, die Abnahme sollte anberaumt werden, was sich jedoch bis in das Jahr 1768 hinein verzögerte. 1803 reparierte Wilhelm Scherweit die Orgel, in die er bereits vor dieser Reparatur ein Glockenspiel eingebaut hatte. 1842 reparierte Johann Scherweit die Orgel und nahm eine Dispositionsveränderung vor, 1874 romantisierte Ferdinand Scherweit durch eine weitere Änderung die Orgel. 1905–1907 baute Carl Novak die Orgel auf pneumatische Kegelladen um. 1945 wurde die Kirche zerstört. |
| 1756/1769 | Coadjuthen, heute Knyčiai, Litauen                | Ev. Kirche                                                         |      | I                    | 8                                                 | Der Vertrag vom 17. Januar 1756 ist überliefert. Die Fertigstellung wurde jedoch durch den Siebenjährigen Krieg (1756–1763) stark verzögert, die Orgel wurde gemäß der Mitteilung in der „Inventarisationsliste des Etat-Ministeriums“ aus dem Jahr 1785 erst 1769 aufgestellt. 1903 baute Carl Novak die Orgel um und erneuerte sie teilweise. Seitdem verfügte sie über 13 Register auf zwei Manualen und Pedal. Über den weiteren Verbleib der Orgel ist nichts bekannt. |
| 1768/1769 | Gurnen                                            | Ev. Kirche                                                         |      | I                    | 8                                                 | Der Vertrag vom 18. Mai 1768 ist überliefert, er nennt 8 Register auf einem Manual ohne Pedal. Nach der „Inventarisationsliste des Etat-Ministeriums“ aus dem Jahr 1785 verbrannte die Orgel bereits 1775. |
| 1768/1769 | Bludau                                            | Kath. Kirche                                                       |      |                      |                                                   | Zuschreibung aufgrund einer „Inventarisationsliste des Etat-Ministeriums“ aus dem Jahr 1785. Im Jahr 1900 erneuerte man das Orgelwerk, 1917 mussten die Prospektpfeifen zu Kriegszwecken abgeliefert werden. Weitere Informationen über diese Orgel sind nicht bekannt. |
| 1764/1770 | Nordenburg                                        | Ev. Kirche                                                         |      | I/P                  | 16                                                | Der Vertrag wurde 1764 geschlossen, ist jedoch nicht überliefert. Auch bei dieser Orgel wurde die Fertigstellung durch die Folgen des Siebenjährigen Krieges (1756–1763) stark verzögert, denn die während des Krieges nicht erledigten Aufträge musste Casparini nun zunächst abarbeiten. Die Orgel wurde 1770 fertig gestellt. Die Disposition ist nicht bekannt, wohl allerdings die Anzahl der Register. 1937 wurde die Orgel von der Firma Emanuel Kemper umgebaut, dabei wurden die mechanischen Schleifladen durch pneumatische Kegelladen ersetzt und ein neuer Spieltisch gefertigt. Offensichtlich wurde das Pfeifenwerk für die nun mit II/P/21 ausgestattete Orgel weitgehend wiederverwendet. Die Kirche wurde 1945 zerstört, heute ist nur noch die Ruine des Turms erhalten. |
| 1770      | Enzuhnen                                          | Ev. Kirche                                                         |      |                      |                                                   | Zuschreibung aufgrund einer „Inventarisationsliste des Etat-Ministeriums“ aus dem Jahr 1785. Die Orgel wurde um 1880 herum abgebrochen. |
| 1772      | Grünhayn                                          | Ev. Kirche                                                         |      |                      |                                                   | Casparini baute hier wahrscheinlich ein Orgelpositiv. Zuschreibung aufgrund einer „Inventarisationsliste des Etat-Ministeriums“ aus dem Jahr 1785. Über das Instrument liegen keine weiteren Informationen vor. |
| 1776      | Wilna, heute Vilnius                              | Heilig-Geist-Kirche (Dominikanerkirche)                            |      | II/P                 | 32                                                | Fast keine Veränderungen, um 1900 neue Klaviaturen, 2006 Restaurierung durch UAB Vilniaus Vargonu Dirbtuve, Rimantas Gučas in Zusammenarbeit mit GOArt, Schweden → Orgel |
| 1782      | Szabienen                                         | Ev. Kirche                                                         |      | II/P                 | 10                                                | Zuschreibung aufgrund einer „Inventarisationsliste des Etat-Ministeriums“ aus dem Jahr 1785. Über die Orgel liegen keine weiteren Informationen vor. |
| 1785      | Paaris                                            | Ev. Kirche                                                         |      |                      |                                                   | Zuschreibung aufgrund einer „Inventarisationsliste des Etat-Ministeriums“ aus dem Jahr 1785. 1899 wurde die Orgel durch ein neues Instrument von Bruno Goebel ersetzt. |
| 1785      | Willkischken                                      | Ev. Kirche                                                         |      |                      |                                                   | Zuschreibung aufgrund einer „Inventarisationsliste des Etat-Ministeriums“ aus dem Jahr 1785. Offensichtlich arbeitet Casparini in diesem Jahr nicht mehr selbst an Orgelbauten, sondern übertrug die Arbeiten weitgehend seinen Mitarbeitern. Er hat diese Orgel offensichtlich noch selbst geplant, die Aufstellung hat er jedoch George Adam Neppert übertragen. Über die Orgel selbst liegen keine weiteren Informationen vor, allerdings musste die Kirche 1895 wegen Baufälligkeit abgebrochen werden. Da in den Neubau eine neue Orgel eingebaut wurde, muss die Casparini/Neppert-Orgel als untergegangen angesehen werden. |
| 1785      | Kraupischken                                      | Ev. Kirche                                                         |      |                      |                                                   | Zuschreibung aufgrund einer „Inventarisationsliste des Etat-Ministeriums“ aus dem Jahr 1785. Die Orgel wurde von Casparini begonnen, jedoch von seinem Gesellen George Adam Neppert vollendet. |
| ?         | Szerowicz, heute Žyrovicy (Жыровіцы), Belarus     |                                                                    |      |                      | ? weitere Informationen bisher nicht zu ermitteln | |

Die Orgel von 1763/64 für die Jesuitenkirche in Polozk wurde wahrscheinlich von Nicolaus Jantzon gebaut, in der älteren Literatur aber Casparini zugeschrieben. Der Prospekt ist in der Johanneskirche in Vilnius erhalten.

### Neubau-Angebote, die nicht von Casparini ausgeführt wurden
| Jahr      | Ort         | Gebäude                                    | Bild | Manuale | Register | Bemerkungen |
| --------- | ----------- | ------------------------------------------ | ---- | ------- | -------- | --- |
| 1742      | Wargen      | Ev. Kirche                                 |      |         |          | Neubau-Vorschlag Casparinis, der jedoch nicht zur Ausführung kam. |
| 1747      | Arys        | Ev. Kirche                                 |      | I       | 12       | Neubau-Vorschlag Casparinis mit 12 Registern auf einem Manual ohne Pedal bekannt, der jedoch nicht zur Ausführung kam, da der Entwurf als zu teuer und Casparini als „überlastet“ bezeichnet wurden. Der Neubau wird 1755 mit 8 Registern durch Johann Preuß ausgeführt. |
| 1767      | Schmoditten | Ev. Kirche                                 |      | I       | 10       | Neubau-Vorschlag Casparinis mit 10 Registern auf einem Manual ohne Pedal bekannt, der jedoch nicht zur Ausführung kam. Der Neubau wird 1768 mit 8 Registern durch Johann Preuß ausgeführt. |
| 1783      | Marggrabowa | Ev. Kirche                                 |      |         |          | Verhandlungen über einen Orgelneubau, die jedoch nicht zum Bau einer Orgel führen. |
| 1787/1788 | Goldap      | Ev. Alte Kirche, heute kath. Marienkirche. |      |         |          | Offensichtlich arbeitete Casparini in diesen Jahren nicht mehr selbst an Orgelbauten, sondern übertrug die Arbeiten weitgehend seinen Mitarbeitern. Die Orgel zu Goldap wurde von seinem Gesellen Christoph Wilhelm Braweleit in Casparinis Auftrag gefertigt, Casparinis Gehilfe Johann Christian Mirau (ein Schüler von Friedrich Rudolf Dalitz), hat hierbei mitgewirkt. 1880 wurde die Orgel durch ein Instrument aus der Werkstatt Wilhelm Sauers ersetzt. |
| 1786/1794 | Neu-Pillau  | Ev. Festungskirche                         |      | I       | 17       | Es ist ein Neubau-Voranschlag Casparinis vom 25. März 1786 mit 17 Registern auf einem Manual und Pedal überliefert, der jedoch aufgrund langjähriger Auseinandersetzungen zwischen Casparini und dem Berliner Orgelbauer Ernst Marx, der von der Gemeinde als Sachverständiger nach einer Prüfung des Angebots angefragt worden war, nicht zur Ausführung kam. Der Neubau wird 1794/1795 mit 16 Registern durch Christoph Wilhelm Braweleit errichtet.          |

### Reparaturen, Überholungen, Umbauten
Angegeben sind Reparaturen und Umbauten sowie nicht ausgeführte Angebote.
| Jahr           | Ort                                               | Gebäude                                          | Bild | Manuale | Register | Bemerkungen |
| -------------- | ------------------------------------------------- | ------------------------------------------------ | ---- | ------- | -------- | --- |
| 1737           | Lucka, Sachsen-Gotha                              | St. Pankratius                                   |      |         |          | Umbau im Auftrag von Tobias Heinrich Gottfried Trost |
| 1741/1742      | Stradaunen, heute Straduny                        | Ev. Kirche, heute Kirche Maria Königin von Polen |      | I       | 12       | Im Zusammenhang mit dem Neubau der Orgel in der Ev. Kirche zu Marggrabowa durch Georg Sigismund Caspari im Jahr 1741 wurde die dort vorhandene alte Orgel nach Stradaunen verkauft. Adam Gottlob Casparini erhielt den Auftrag, die alte Orgel umzubauen und aufzustellen. 1922 baute Bruno Goebel eine neue Orgel mit II/P/15 in das historische Gehäuse, sein Opus 342. Dieses Instrument – und damit das bereits von Casparini verwendete ältere Gehäuse – ist bis heute erhalten. |
| 1743 oder 1745 | Herrndorf                                         | Ev. Kirche                                       |      |         |          | Reparatur und Einbau neuer Prospektpfeifen für 70 Rthlr. |
| 1746/1747      | Milken                                            | Ev. Kirche                                       |      |         |          | Umbau der Orgel |
| 1746/1747      | Bartenstein                                       | Ev. Stadtkirche                                  |      |         |          | Reparatur |
| 1748           | Königsberg i. Pr.                                 | Schlosskirche                                    |      | II/P    | 30       | Reparatur der Caspari-Orgel von 1734. |
| 1753           | Darkehmen                                         | Ev. Kirche                                       |      |         |          | Umbau einer älteren Orgel, wahrscheinlich aus Königsberg i. Pr.-Tragheim. Die Kirche war 1836 baufällig und wurde durch ein neues Gebäude ersetzt. |
| 1753           | Wielitzken                                        | Ev. Kirche                                       |      |         |          | Transferierung einer älteren Orgel aus Preußisch Eylau mit I/11. 1908 baute Carl Novak eine neue Orgel. |
| 1759           | Frauenburg                                        | Dom                                              |      |         |          | Der von Casparini vorgelegte Voranschlag für eine Orgelreparatur wurde nicht ausgeführt. |
| 1763           | Mühlhausen (Kr. Preußisch Holland), heute Młynari | Ev. Kirche                                       |      |         |          | Reparatur der 1744 von Casparini fertig gestellten Orgel. |
| 1766           | Pobethen                                          | Dorfkirche                                       |      |         |          | Reparatur der 1697 von Johann Josua Mosengel erbauten Orgel. |
| 1766           | Zastawno Schönberg (Kr. Preuß. Holland)           | Ev. Kirche                                       |      |         |          | Reparatur eines 1763 aus Stalle erworbenen Orgelpositivs. |
| 1766           | Friedland                                         | Ev. Kirche St. Georg                             |      |         |          | Der von Casparini vorgelegte Voranschlag für eine Reparatur der 1724 von Johann Josua Mosengel erbauten Orgel wurde nicht ausgeführt. |
| 1767           | Piktupönen                                        | Ev. Kirche                                       |      |         |          | Reparatur der Orgel. |
| 1771           | Königsberg i. Pr.                                 | Altstädtische Kirche St. Nikolaus (Königsberg)   |      | III/P   | 65       | Reparatur der 1763 von Casparini fertiggestellten Orgel. |
| 1773           | Königsberg i. Pr.                                 | Königsberger Dom                                 |      | III/P   | 62       | Reparatur-Voranschlag für die 1721 von Johann Josua Mosengel fertiggestellten Orgel, Kosten: 1.800 Thlr., wurde nicht ausgeführt. |
| 1774           | Nordenburg                                        | Ev. Kirche                                       |      | I       |          | Reparatur eines älteren Orgelpositivs. |
| 1774           | Darkehmen                                         | Ev. Kirche                                       |      |         |          | Reparatur der Orgel. |
| 1778           | Kaymen                                            | Ev. Kirche                                       |      |         |          | Reparatur der 1706 durch Johann Josua Mosengel erstellten Orgel. |
| 1779           | Mühlhausen, Kr. Preußisch Eylau                   | Dorfkirche                                       |      |         |          | Reparatur der Orgel. |
| 1779           | Schönwalde b. Königsberg i. Pr.                   | Ev. Kirche                                       |      |         |          | Reparatur der Orgel. |
| ca. 1780       | Legitten                                          | Ev. Kirche                                       |      | I       |          | Reparatur eines Orgelpositivs. |
| 1784           | Paterswalde                                       | Ev. Kirche                                       |      |         |          | Reparatur der Orgel. |
| 1785           | Laptau                                            | Ev. Kirche                                       |      |         |          | Reparatur der Orgel. |
| 1786           | Königsberg i. Pr.                                 | Altroßgärter Kirche                              |      | II/P    | 27       | Reparatur bzw. Instandsetzung der 1747 durch Casparini selbst erbauten Orgel. |